# Estádio Evandro Almeida
Estádio Evandro Almeida (zwany również Baenão) – wielofunkcyjny stadion w Belém, Pará, Brazylia, na którym swoje mecze rozgrywa klub Clube do Remo.